# Преходен фосил
Преходните фосили (популярно наричани липсващо звено или липсващи звена) са фосилизирали останки от преходни форми на живот, които илюстрират еволюционния преход. Те могат да бъдат идентифицирани посредством наличието на примитивни (плезиоморфни) белези, които липсват при сравнение с произлезлите от тях индивиди, така, както са определени от кладистиката. Съществуват множество примери за преходни фосили, включително такива на приматите и ранните човешки популации.
Според теорията на модерния еволюционен синтез всички популации от организми са в преход. Поради това, понятието „преходна форма“ следва да се счита за обикновен човешки конструкт, предназначен да опише определена форма, която представя по ярък начин конкретен еволюционен етап. Съвременните „преходни“ форми могат да се нарекат „живи фосили“, но на кладограмата, представяща разклоненията на живите форми, преходният фосил ще представлява организъм, намиращ се в близост до точката, където индивидуалните родословия (клади) се разклоняват.

## Връзка с еволюционната теория
През 1859 г., когато е публикувана Произход на видовете на Чарлз Дарвин, фосилният архив е слабо познат, поради което Дарвин посочва липсата на преходни фосили като „най-очевидното и най-голямо възражение, което може да се направи срещу теорията ми“. Той все пак дава обяснение за това, като посочва изключителните несъвършенства на геологичния архив по онова време. Той обръща внимание на слабата събираемост на фосили, но описва наличната информация като показваща модели, които следват от неговата теория за онаследяване с модификации и естествен отбор. Археоптериксът е открит само две години по-късно, през 1861 г., и представлява класическа преходна форма между динозаврите и птиците. От тогава до днес са открити много други преходни фосили и поради това се смята, че са налице обилни доказателства за връзките между главните групи животни.